# 방글라데시-인도 관계
방글라데시 독립 전쟁 이후 방글라데시가 독립을 확보하는 데 도움을 준 인도의 군사 개입 이후 1971년 인도가 독립된 방글라데시 (이전에는 동파키스탄으로 알려짐)를 인정하면서 이웃 국가인 방글라데시 인민공화국과 인도 공화국 간의 양자 관계가 공식적으로 시작되었다.
일부 분쟁은 아직 해결되지 않았지만, 두 나라 간의 관계는 협력적인 것으로 특징지어졌다. 방글라데시와 인도는 SAARC, BIMSTEC, IORA 및 영연방의 공통 회원국이다. 두 나라는 많은 문화적 유대를 공유하고 있다. 특히 방글라데시와 동인도의 서벵골주 및 트리푸라주는 벵골어를 사용한다. 역사적인 토지 경계 협정이 2015년 6월 6일에 체결되어 수십 년 된 국경 분쟁을 해결했으며, 국경을 넘는 강의 물 공유에 대한 협상은 여전히 진행 중이다.
2015년 나렌드라 모디 인도 총리의 방글라데시 방문과 2017년 셰이크 하시나 방글라데시 총리의 인도 왕복 방문 이후, 주목할 만한 발전은 오랫동안 계류 중인 토지 및 해양 경계의 해결, 전자, 사이버 보안, 우주, 정보 기술, 민간 원자력 등 첨단 기술 분야를 포함한 90개 이상의 기구의 체결, 2018~19년 회계연도(FY)에 양국 간 교역이 90억 달러에서 104억 6천만 달러로 증가했으며, 2017~18년 회계연도에는 70억 달러에서 90억 달러로 28.5% 증가했다. 방글라데시 정부는 인도의 재정 지원을 받아 세 가지 주요 인프라 프로젝트를 시작할 예정이다. 이 프로젝트들은 발전소와 철도 연결 등 여러 중요한 발전을 포함하고 있다.

## 역사

### 21세기 이전

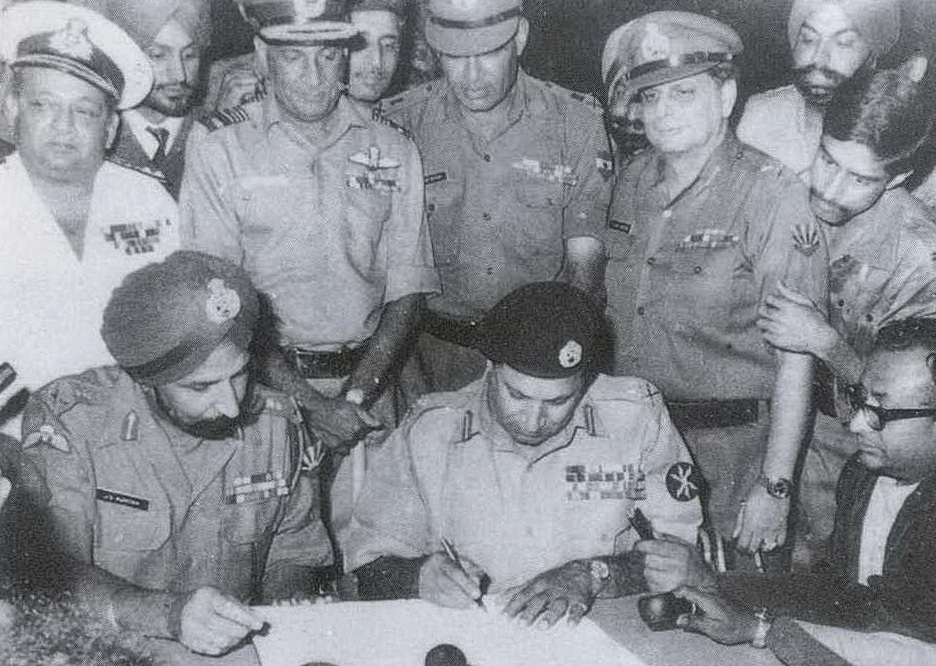
아미르 압둘라 칸 니아지는 항복 문서에 서명하여 1971년 방글라데시 독립 전쟁을 종식시켰다.

현대 인도와 방글라데시 사이의 연결 고리는 문명, 문화, 사회, 경제이다. 두 나라를 하나로 묶는 많은 것들이 있다. 벵골 지역에서 유래한 공통 유산의 역사, 언어와 문화적 유대, 음악, 문학, 예술에 대한 열정 등이 있다. 두 나라 모두 식민지 시대 동안 영국령 인도 아래에 있었으며, 벵골은 영국이 정복한 최초의 주요 지역이었으며, 1911년까지 영국령 인도의 수도는 캘커타 (현재의 콜카타)에 세워졌다. 식민지 인도의 벵골인 박식가 라빈드라나트 타고르는 1905년과 1911년에 각각 오늘날의 방글라데시와 인도의 국가를 만들었다.
현대 방글라데시의 초기 기반은 1905년 벵골 분할령에서 비롯되었다. 1911년 많은 소란 속에서 이 문제가 반전되었지만, 벵골은 델리 두르바르에서 수도를 델리로 이전할 것이라는 동시 발표와 함께 여전히 일부 명성을 잃었다. 1947년 영국령 인도가 분할되는 동안 벵골 지역은 다시 종교적 경계에 따라 분할되었고, 동벵골은 파키스탄 자치령 아래, 서벵골주는 인도 자치령 아래로 이전되었다. 이후 동벵골은 원 유닛 계획이 시행되면서 동파키스탄으로 이름이 변경되었고, 1971년 방글라데시 독립 전쟁이 일어나 파키스탄으로부터 독립했다. 인도 공화국은 전쟁 기간 동안 강력한 동맹국이었으며, 이로 인해 1971년 인도-파키스탄 전쟁과 싸웠다.
그러나 1970년대 중반부터 방글라데시는 무슬림 국가들과 긴밀한 관계를 발전시키고, 이슬람 협력 기구에 참여하며, 민족 언어학적 뿌리보다 이슬람 정체성에 대한 강조가 커지면서 관계가 악화되었다. 두 나라는 1980년대에 서로 다른 냉전 동맹을 발전시켰고, 이는 양국 관계를 더욱 냉각시켰다. 남아시아에서 경제 자유화가 시작되면서 양국 간 참여와 무역이 확대되었다. 역사적인 갠지스강 물 공유 조약은 1996년에 체결되었다. 인도와 방글라데시는 대테러 활동 분야에서 긴밀한 전략적 파트너이다. 또한 남아시아에서 가장 큰 무역 파트너 중 하나이기도 한다.

## 협력 분야

### 경제
방글라데시-인도 양자 무역은 2018-19년에 100억 달러가 넘었다. 2013~14년 인도와 방글라데시 간의 양자 무역은 66억 달러였으며, 인도의 수출은 61억 달러, 방글라데시로부터의 수입은 4억 6,200만 달러로 5년 전의 27억 달러보다 두 배 이상 증가했다.
방글라데시 내각은 인도와의 수정된 무역 협정을 승인하여 양국이 서로의 토지 및 수로를 이용해 제3국으로 상품을 보낼 수 있도록 함으로써 지역 무역의 오랜 장벽을 제거했다. 이 협정에 따라 인도는 방글라데시를 통해 미얀마로 상품을 보낼 수 있게 되었다. 또한 양국 중 어느 쪽도 이의를 제기하지 않을 경우 5년 후 자동으로 협정이 갱신된다는 조항을 포함시켰다.
2022년 9월, 셰이크 하시나 총리가 뉴델리를 국빈 방문했을 때, 그녀는 인도 기업들에게 자국의 급성장하는 제조업, 에너지 및 운송 부문과 인프라 프로젝트에 투자할 것을 촉구했다. 그녀의 초청에 대한 답변으로 산지브 바자즈 CII 회장은 에너지와 인프라, 연결성을 활용하여 공동 번영을 촉진하는 방법에 대해 논의했다. 그는 이어서 "디지털 및 금융 포용의 기회를 더 많이 제공하기 위해 인도의 디지털 인디아 경험을 디지털 방글라데시와 더 잘 통합하기 위해 활용해야 한다"고 말했다

### 에너지
인도는 다른 지역에서 잉여 전력을 이전하여 인도의 여러 지역이 전력 부족을 줄이는 데 도움이 되는 지역 전력 거래 시스템 개념을 도입했다. 2003년 전기법에 따라 인도 기업들은 거래소에서 전력을 풀링할 수 있었다. 소비자는 누구로부터든지 전력을 자유롭게 구매할 수 있다. 인도 내 전력 풀의 개념은 하위 지역 전력 풀을 설립하고 이들 국가 간의 필요한 상호 연결을 마련한 후 방글라데시, 부탄, 네팔과 같은 인접 국가를 포괄하도록 확대할 수도 있다. 이는 궁극적으로 지역 전력 풀을 형성하여 이 지역에서 전력 거래를 위한 큰 기회를 창출할 수 있다. 인도는 또한 방글라데시를 통해 북동부 지역의 전력을 동부 국가로 수출하여 약 58,971MW를 생산할 수 있는 잠재력을 가지고 있다. 방글라데시는 인도를 통해 네팔과 부탄의 전력에 접근할 수 있기를 희망한다. 방글라데시는 공식적으로 부탄과 네팔 시장에 접근할 수 있는 "전력 회랑"을 요청했다. 인도는 아삼주에서 비하르주로 자국 영토를 통해 수력 전기를 이전할 수 있도록 허용하기로 합의했다. 제안된 회의에서는 프로젝트 관련 지역의 자극 물질을 제거하려고 시도할 것이다.

## 문화적 관계

### 스포츠
방글라데시와 인도는 식민지 시대부터 주요 크리켓 국가였다. 방글라데시는 2000년 인도의 도움으로 국제 크리켓 평의회 정회원국이 되었다. 또한 두 나라는 카바디를 전통 유산으로 공유하고 있으며, 인도의 프로 카바디 리그가 방글라데시에서 게임을 성장시키는 데 기여했다.

### 의료 협력
밀스톤 학교에서 발생한 J-7 전투기 추락 사고 이후, 인도 총리 나렌드라 모디는 무함마드 유누스 행정부에 애도의 뜻과 의료 지원을 전달하였다. 이에 따라 인도의 전문 의료팀이 방글라데시에서 임무를 시작하였으며, 다카의 화상, 성형외과 국립연구소와 보건부 고위 관계자 및 의료진과 협의를 진행하였다. 인도 외교부가 페이스북을 통해 발표한 바에 따르면, 해당 팀은 최근 발생한 군용기 추락 사고와 관련된 중증 환자들을 검토하였으며, 현재의 치료 지침에 대해 의견을 교환하였다. 이는 해당 사건에 대응한 인도와 방글라데시 간 지속적인 의료 협력의 일환으로 평가된다.

## 같이 보기
- 인도-파키스탄 관계
- 방글라데시-파키스탄 관계
- 인도의 대외 관계
- 방글라데시의 대외 관계
- 남아시아 지역 협력 연합